# Nautactis purpurea
Nautactis purpurea is een zeeanemonensoort uit de familie Minyadidae. De anemoon komt uit het geslacht Nautactis. Nautactis purpurea werd in 1877 voor het eerst wetenschappelijk beschreven door Moseley. 